# 1865
Промислова революція •  Національно-визвольні рухи • Робітничий рух •  Колоніальні імперії •  Рісорджименто •  Громадянська війна у США.

## Геополітична ситуація
У Росії царює імператор Олександр II (до 1881). Російській імперії належить більша частина України, значна частина Польщі, Грузія, Закавказзя, Фінляндія, Аляска. Україну розділено між двома державами — Королівство Галичини та Володимирії належить Австрії, Правобережжя, Лівобережжя та Крим — Російській імперії.
В Османській імперії править султан Абдул-Азіз (до 1876). Під владою османів перебувають Близький Схід та Єгипет, Середземноморське узбережжя Північної Африки, Болгарія. Васалами османів є Сербія та Боснія, Волощина та Молдова.
В Австрійській імперії править Франц-Йосиф I (до 1916). Імперія охоплює, крім власне австрійських земель, Угорщину з Хорватією, Трансильванію, Богемію. На троні Пруссії сидить Вільгельм I (до 1888). Королівство Баварія очолює Людвіг II (король Баварії) (до 1886). Австрія, Пруссія, Баварія та інші німецькомовні держави об'єднані в Німецький союз.
У Франції править Наполеон III Бонапарт (до 1870). Франція має колонії в Алжирі, Карибському басейні, Південній Америці та Індії. На троні Іспанії сидить Ізабелла II (до 1868). Королівству Іспанія належать частина островів Карибського басейну, Філіппіни. У Португалії править Луїш I (до 1889). Португалія має володіння в Африці, Індії, Індійському океані й Індонезії.
У Великій Британії триває Вікторіанська епоха — править королева Вікторія (до 1901). Британія має колонії в Північній Америці, на Карибах, на півдні Африки та в Індії. Королівство Нідерланди очолює Віллем III (до 1890). Король Данії та Норвегії — Кристіан IX (до 1906), на шведському престолі сидить Карл XV (до 1872). Королівство Італія очолює Віктор Емануїл II (до 1878). Існує Папська держава з центром у Римі.
Бразильську імперію очолює Педру II (до 1889). На посаді президента США Авраама Лінкольна змінив Ендрю Джонсон, Громадянська війна закінчилася перемогою Півночі. Територія на півночі північноамериканського континенту (Провінції Канади) належить Великій Британії, територія на півдні континенту — Мексиці.
В Ірані при владі Каджари. Владу над Індостаном утримує Британська корона. У Бірмі править династія Конбаун, у В'єтнамі — династія Нгуєн. У Китаї володарює Династія Цін. У Японії триває період Едо.

## Події

### В Україні
- У Коломиї почала входити міська газета.
- Збудовано другу на території України залізницю між Одесою і Балтою.
- У Львові виходила газета «Школа».

### У світі
- 31 січня Конгрес США затвердив 13-у поправку до Конституції, що забороняла рабство на всій території США.
- 4 березня почався другий термін президентства Авраама Лінкольна.
- 9 квітня генерал армії конфедератів Роберт Едвард Лі здався генералу армії Півночі Уліссу Гранту, чим практично завершилася Громадянська війна в США.
- 14 квітня актор Джон Бут застрелив президента США Авраама Лінкольна.
- 15 квітня після смерті Лінкольна став Ендрю Джонсон.
- 19 червня генерал Армії Союзу Гордон Грейнжер повідомив у Галвестоні, штат Техас, про федеральний наказ, яким раби штату проголошувалися вільними. Цей день проголошено Днем визволення рабів.
- 16 серпня Домініканська республіка знову здобула незалежність від Іспанії.
- 17 грудня королем Бельгії став Леопольд II.

### Засновано
- Благочинну організацію Армія спасіння.
- Хімічний концерн BASF (Німеччина).
- Корнелльський університет.
- Nokia (Фінляндія).
- Міжнародну спілку електрозв'язку.
- Секретну службу США.
- Ку-клукс-клан.

### У суспільному житті
- У Лондонському зоопарку з'явився слон Джамбо.
- У Британії встановлено обмеження швидкості руху на дорогах — дві милі за годину в містах, чотири за межами міст.

### У науці
- Рудольф Клаузіус ввів у обіг поняття ентропії.
- Грегор Мендель сформулював закони спадковості.
- Кекуле відкрив структуру бензолу.
- 12 серпня британський хірург Джозеф Лістер уперше використав під час операції карболову кислоту, започаткувавши в хірургії еру антисептики.

### У мистецтві
- Льюїс Керрол видав «Алісу в країні чудес».
- Жуль Верн надрукував фантастичний роман «Із Землі на Місяць».
- Генрік Ібсен написав п'єсу Бранд.
- Відбулася прем'єра опери Ріхарда Вагнера «Трістан та Ізольда».

### У спорті
- Засновано футбольний клуб «Ноттінгем Форест».
- Відбулося перше сходження на Маттергорн.

## Народились
Дивись також Категорія:Народились 1865
- 24 лютого — Іван Липа, письменник і громадський діяч, член Центральної Ради і Трудового Конгресу.
- 1 квітня — Ріхард Зігмонді, австрійсько-німецький хімік, лауреат Нобелівської премії з хімії 1925 року
- 9 квітня — Еріх Людендорф, німецький генерал часів 1-ї Світової війни
- 3 червня — Георг V, король Великої Британії (з 1910 р.)
- 13 червня — Їтс Вільям Батлер, ірландський поет, драматург
- 13 червня — Антон Попель, польський скульптор, один із провідних львівських скульпторів кінця XIX — початку XX ст.
- 14 серпня — Дмитро Сергійович Мережковський, російський письменник, релігійний філософ
- 11 вересня — Яніс Райніс, латиський поет, драматург
- 8 грудня — Ян Сібеліус, фінський композитор

## Померли
Дивись також Категорія:Померли 1865
- 15 квітня — Авраам Лінкольн, 16-й президент США (1861—1865 рр.).
- 26 серпня — Йоганн Франц Енке, німецький астроном
- 2 вересня — Вільям Гамільтон, ірландський математик